# Buchblock

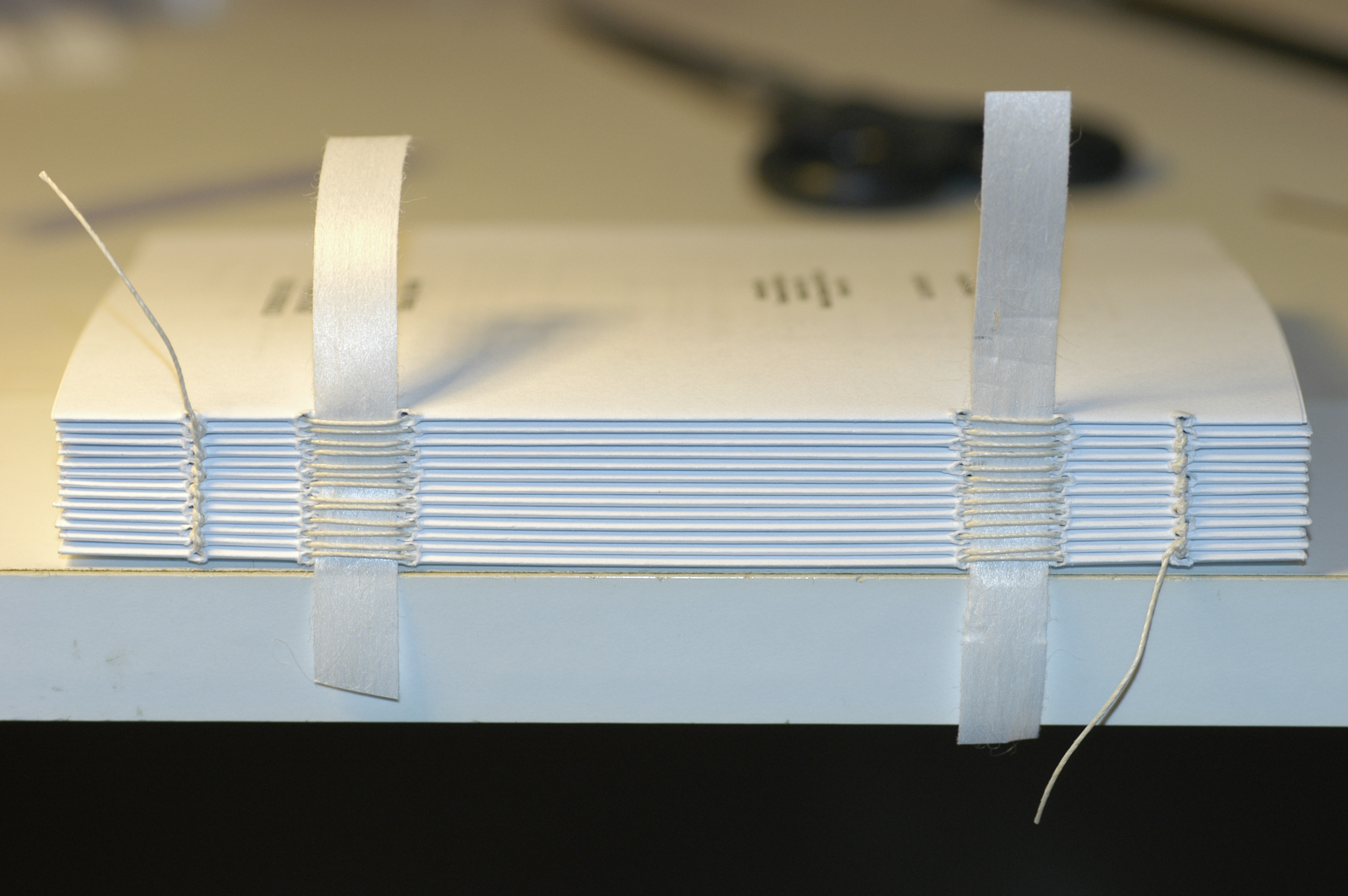
Buchblock mit Fitzbünden und Heftbändern vor dem Einbinden in die Buchdecke

Der Buchblock besteht aus den bedruckten, gefalzten, klebegebundenen oder fadengehefteten und beschnittenen einzelnen Blättern – den Lagen – eines Buches. Die erste/oberste Seite des Buchblocks kann die Titelseite, der Schmutz- oder Vortitel oder auch ein Kupfertitel sein.
Vorher wurden die Lagen in der Buchbinderei zusammengetragen (kollationiert). Für die Fertigstellung des Buches oder der Broschur hängt man den Buchblock in eine Buchdecke oder in einen Buchumschlag ein. So wird der Buchblock mit dem Einband verbunden.
Die Bestandteile des Buchblocks sind:
- das bedruckte und geklebte oder fadengeheftete Papier
- das Verstärkungsmaterial
- das Kapitalband
- das Vorsatz
- die Hinterklebung
- das Leseband